# Ithaka
Ithaka (griechisch Ιθάκη Itháki [iˈθakʲi] (f. sg.)) ist eine der Ionischen Inseln vor der Westküste Griechenlands. Zusammen mit einigen unbewohnten Inselchen bildet sie die Gemeinde Ithaka (Δήμος Ιθάκης Dímos Ithákis), die als Regionalbezirk Ithaka (Περιφερειακή Ενότητα Ιθάκης Periferiakí Enótita Ithákis) der Region Ionische Inseln einen Abgeordneten in den Regionalrat entsendet.
Die Insel hat eine Fläche von 95,8216 km². Höchste Erhebung ist der Niritos mit einem Doppelgipfel von 809 und 806 m. Hauptort und wichtigster Hafen ist die Ortschaft Ithaki im Südteil der Insel. Die Insel ist sehr grün und hat viele geschützte Buchten, die vor allem bei Seglern beliebt sind. Der Nord- und der Südteil sind durch den Molos-Golf voneinander getrennt und nur über den schmalen, etwa 620 m breiten Isthmus von Aetos miteinander verbunden. Zahlreiche Gebäude wurden 1953 bei einem Erdbeben zerstört.
Ithaka ist heute mit der Fähre von Lefkada, Kefalonia, Astakos (Akarnanien) und Kyllini (Elis) aus zu erreichen. Die Fähren laufen neben Ithaki die Häfen Frikes im Norden der Insel und Piso Aetos im Inselsüden (Westküste) an.

## Mythische Heimat des Odysseus
Ithaka ist in Homers Epen auch der Name der Heimatinsel des Odysseus. Ob das homerische Ithaka der heutigen Insel Ithaka entspricht, die mindestens seit dem 5. Jahrhundert v. Chr. in antiken Schriftquellen so genannt wurde, ist in der Forschung strittig. Heinrich Schliemann glaubte, auf dem Berg Aetos den Palast des Odysseus entdeckt zu haben, weil sich einige Ortsbeschreibungen Homers mit der Landschaft in Deckung bringen lassen und der Gipfel mit einer ausgedehnten zyklopischen Mauer befestigt ist, was auf eine mykenische Siedlung schließen lässt. Die Schlussfolgerungen Schliemanns sind aber umstritten und ein anderer Platz auf der Insel konkurriert um die antike Palaststätte.
Wilhelm Dörpfeld hielt Lefkada für das homerische Ithaka, da unter anderem die topographischen Angaben und weiträumigere geographische Aussagen zum Gebiet des Odysseus bei Homer seiner Meinung nach die Identifizierung Lefkadas mit dem homerischen Ithaka wahrscheinlich machen. Unter anderem wies Dörpfeld darauf hin, dass für die Lokalisierung der Insel Asteris, auf der die Freier dem Telemachos auflauerten, nur das Inselchen Daskalio in Frage käme, sollte das homerische Ithaka dem heutigen entsprechen. Dörpfeld setzte dagegen Asteris mit der wesentlich größeren Insel Arkoudi, südlich von Lefkada, gleich, die in Einklang mit Homers Angaben zwei natürliche Häfen böte und von der man das Meer gut überblicken könne. Ferner verwies Dörpfeld auf mehrere Stellen in der Odyssee, in denen Telemachos ihm fremde Besucher Ithakas fragt:
Welches [ist] das Schiff, auf dem du kamst? Wie brachten die Schiffer

Dich nach Ithaka her? Wie rühmen sie sich zu heißen?

Denn du bist hierher doch nicht zu Fuße gekommen.
Dass das Erreichen Ithakas zu Fuß ein Scherz Homers sein könnte, lehnte Dörpfeld ab, da ein „Witz (…) gänzlich unpassend“ in der Szene sei, in der Odysseus seinem Sohn seine wahre Identität preisgibt. Bei einer Gleichsetzung des homerischen Ithaka mit dem heutigen würde die Stelle keinen Sinn ergeben, wohl aber, wenn es mit Lefkada identisch sei. Auch bevor die Korinther ca. Mitte des 7. Jahrhunderts v. Chr. einen schiffbaren Kanal zwischen Lefkada und dem Festland schufen, habe eine flache Meerenge Lefkada vom Festland getrennt. Die Armen hätten Lefkada daher zu Fuß und mit einfachen Fähren, die auch Schlachtvieh über die Meerenge gebracht hätten, erreichen können; Reiche dagegen wären mit einem Schiff gekommen.
Dörpfelds Ansicht konnte sich in der Forschung jedoch nicht durchsetzen. Zwar fand er bei Ausgrabungen Reste mykenischer Gräber und Siedlungen, nicht aber eines von ihm angenommenen Palastes.
Der britische Unternehmer und Amateurhistoriker Robert Bittlestone sucht das homerische Ithaka auf der Halbinsel Paliki (griechisch Παλική) an der Westküste der Nachbarinsel Kefalonia, da sich seiner Ansicht nach die folgende Beschreibung aus dem neunten Gesang der Odyssee kaum mit der heutigen Natur der Insel in Einklang bringen lässt:
Ithakas sonnige Höhn sind meine Heimat; in dieser

Türmet sich Neritons Haupt mit rauschenden Wipfeln; und ringsum

Dicht aneinander gesät, sind viele bevölkerte Inseln,

Same, Dulichion und die waldbewachsne Zakynthos.

Ithaka liegt in der See am höchsten hinauf an die Feste,

Gegen den Nord; die andern sind östlich und südlich entfernet.
Paliki dagegen ist zwar heute keine selbständige Insel, sondern ein Teil von Kefalonia (Dimos Palikis war bis 2010 die amtliche Bezeichnung der Gemeinde Lixouri). Es gibt jedoch Hinweise darauf, dass sie jenes in archaischer Zeit einmal war. So spricht etwa Strabon im 1. Jahrhundert v. Chr. von einer Stelle auf Kefalonia, die oft vom Meer überflutet werde. Sollte Paliki tatsächlich eine eigenständige Insel gewesen sein, so käme sie der Beschreibung bei Homer am nächsten.
Diese Theorie wird unterstützt vom britischen Geologen John Underhill, der die Gesteinsschichten zwischen der Halbinsel Paliki und Kefalonia untersuchte. Dabei fand er keine festen Gesteine, sondern nur Sedimente und Gerölle, die die beiden Inseln durch seismisch verursachte Bergrutsche verbunden haben können.
Auch der Historiker Heinz Warnecke vermutet, dass es sich beim homerischen Ithaka in Wahrheit um Kefalonia handelt. Warnecke stützt seine These auf geographische und historische Befunde: Homer beschreibt Ithaka als die westlichste und höchste der von Odysseus beherrschten westgriechischen Inseln. Diese Beschreibung passt auf Kefalonia sehr viel besser als auf das heutige Ithaka. Auch sei Ithaka im Vergleich zu Kefalonia viel zu klein und unbedeutend gewesen, um als Königsitz in einem Heldenepos zu taugen.
Inzwischen wurden im Norden Ithakas, in der Nähe von Exogi, Überreste eines dreistöckigen Gebäudes mit einer in einen Fels gehauenen Treppe sowie unter anderem ein Brunnen entdeckt und teilweise ausgegraben. Anhand dort ebenfalls gefundener mykenischer Keramik werden die Reste in das 13. Jahrhundert v. Chr. datiert. Der Ausgräber, Tanasis Papadopoulos, hält den Komplex für die Reste eines mykenischen Palastes und bringt ihn mit dem bei Homer beschriebenen Palast des mythischen Odysseus in Verbindung.
Ein weiterer archäologischer Befund auf Ithaka ist die sogenannte Polis-Höhle bei Stavros im Norden der Insel. Bereits Heinrich Schliemann identifizierte sie mit der Höhle, die Odysseus nach seiner Rückkehr aufgesucht habe. Auch die britische Archäologin Sylvia Benton, die in den 1930er-Jahren in der Höhle forschte, interpretierte ihre Ergebnisse als Hinweis auf einen Bezug zu Odysseus. Allerdings diente der Fundplatz, wie mittlerweile bekannt ist, über viele Jahrhunderte, von Beginn der Bronzezeit (Frühhelladikum) bis in die römische Epoche, als Kultplatz, ohne dass die dortigen Funde eine besondere Verbindung zu einem möglichen Lebensumfeld des Odysseus erbringen würden. Zahlreiche Votivgaben deuten an, dass vor allem die Nymphen Ziel der Kulthandlungen in der Polis-Höhle waren.

### Literarische Könige von Ithaka
- Arkeisios
- Laertes
- Odysseus
- Telemachos

## Jüngere Geschichte
Die Insel wurde 1185 von den Normannen erobert und gehörte anschließend zur Pfalzgrafschaft Kefalonia und Zakynthos des Margaritos von Brindisi. Nach dessen Blendung 1194 fiel sie an seinen Schwiegersohn Maio I. Orsini, der sich schließlich 1209 Venedig unterwarf. In Anlehnung an die Nachbarinsel Kefalonia, mit der Ithaka kulturell verbunden ist, wurde die Insel von den Venezianern Cefalogna Piccola genannt. Große Schäden richtete das Erdbeben im August 1953 an.

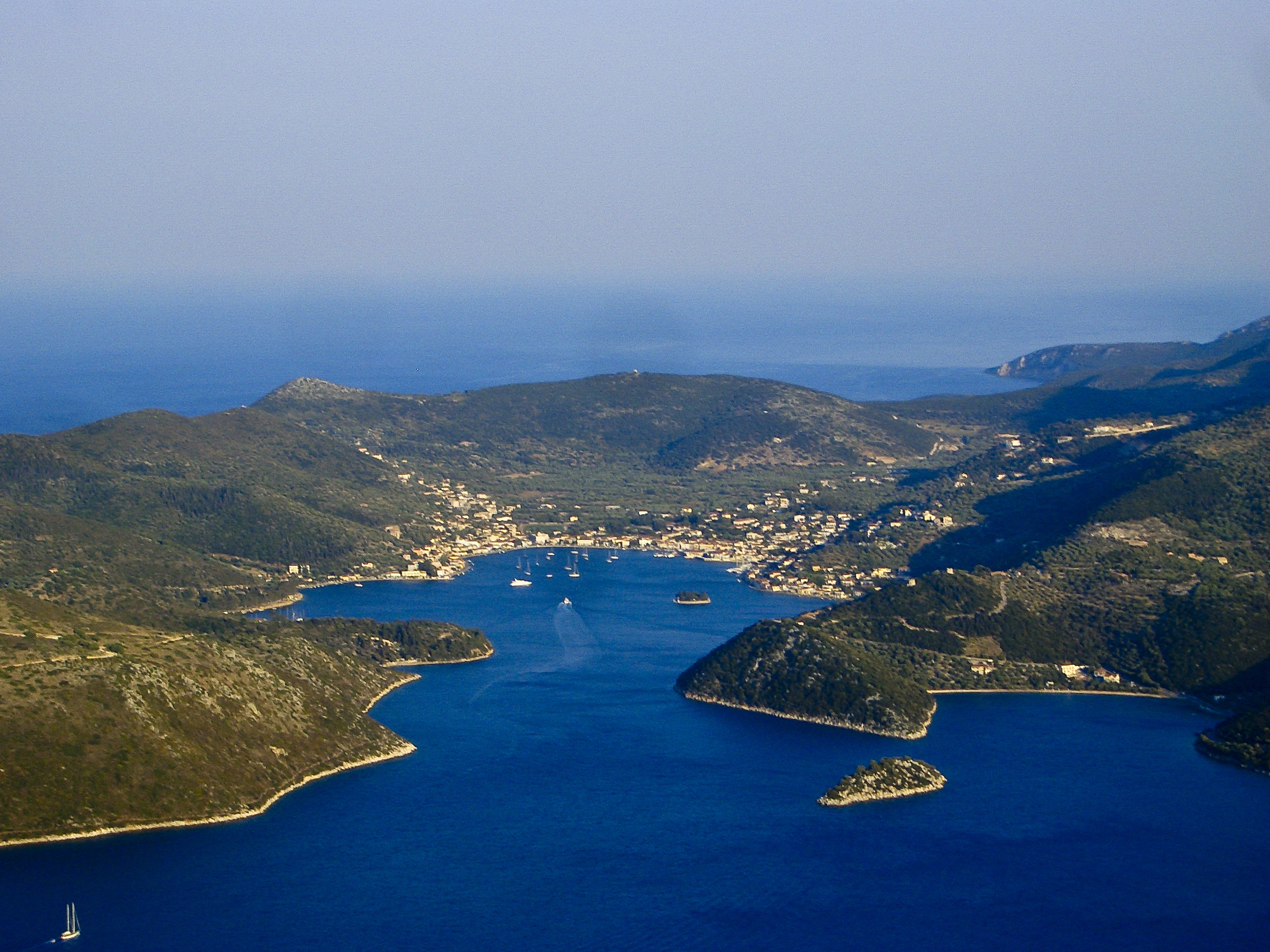
Bucht und Hafen des Hauptortes Vathy
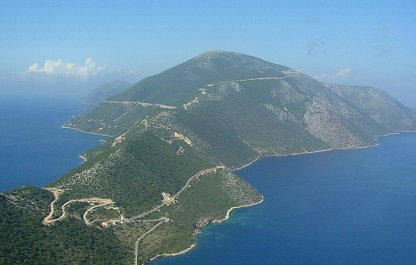
Der nördliche Teil der Insel, vom Berg Aetos gesehen
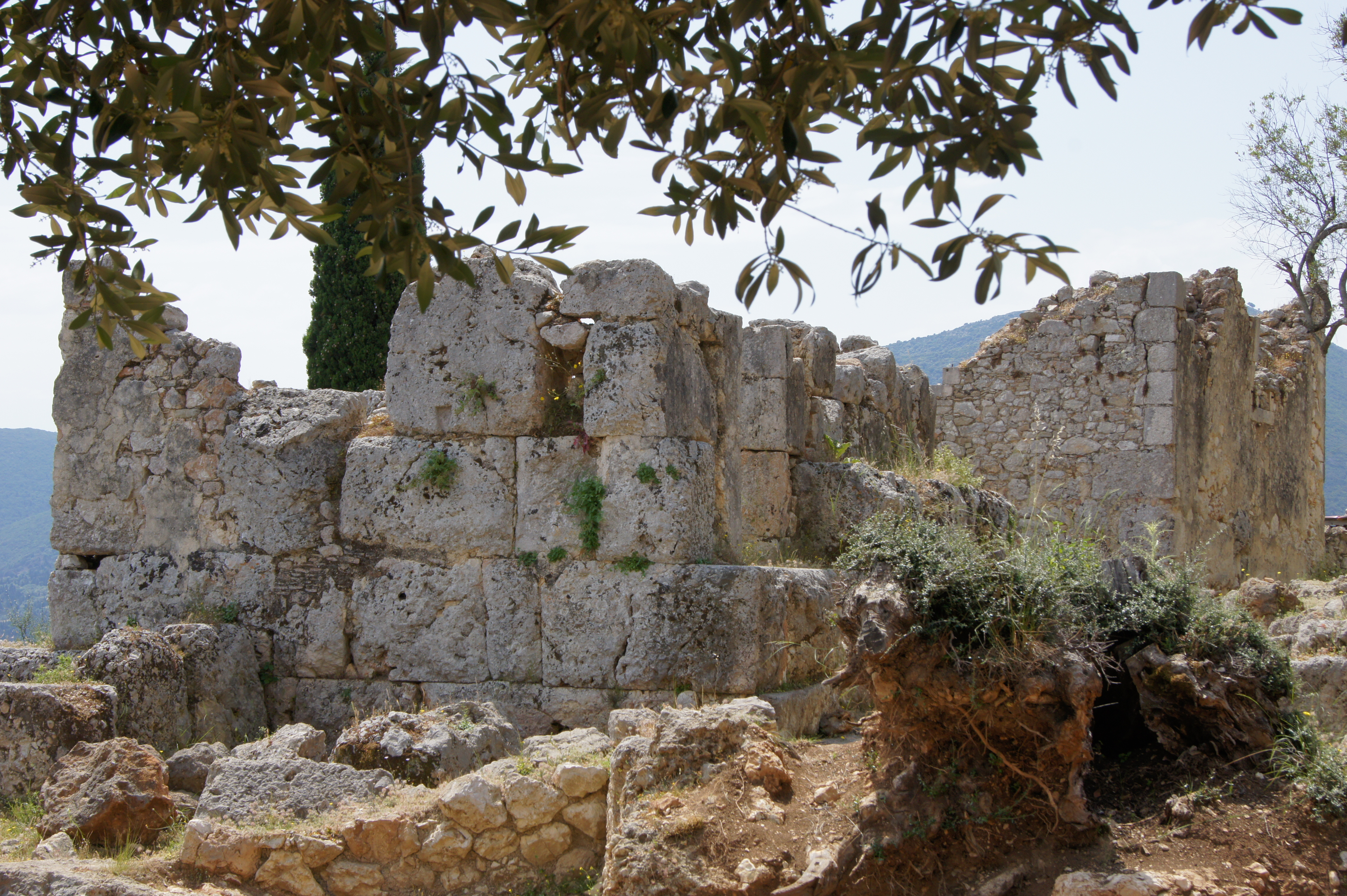
Mauerreste eines bronzezeitlichen Baus auf Ithaka
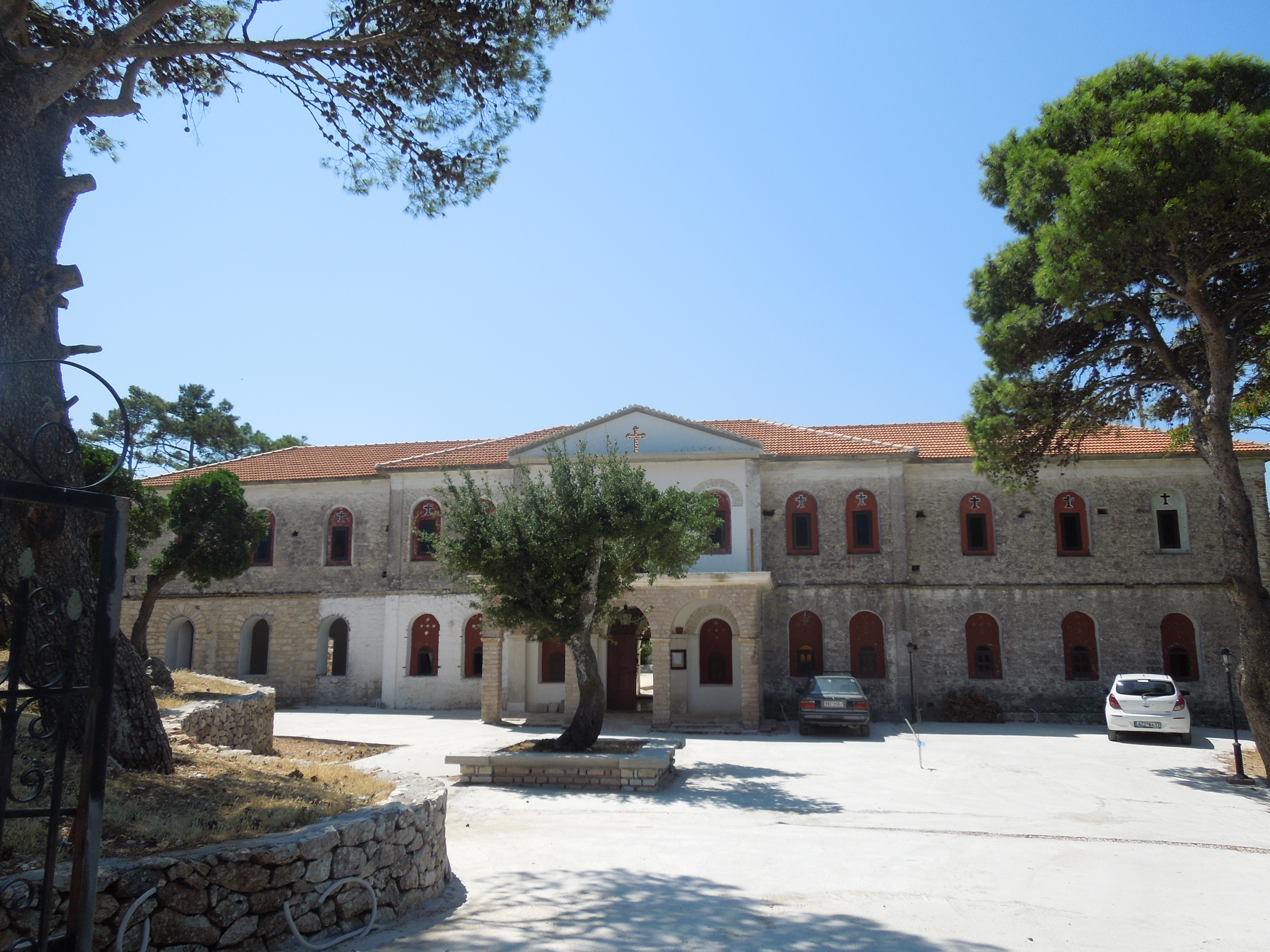
Das Kathara-Kloster bei Anogi

### Bevölkerung
Die Insel hat heute etwa 3.000 Bewohner. Als Heinrich Schliemann die Insel 1868 besuchte, hatte sie noch rund 12.000 Einwohner. Viele der Bewohner sind im Laufe der Zeit ausgewandert, hauptsächlich nach Australien, in die Vereinigten Staaten von Amerika und nach Südafrika.

## Verwaltungsgliederung
Anlässlich der Gemeindereform 1997 wurde die bisherige Stadtgemeinde Ithaka mit den sieben Landgemeinden der Insel zur neuen Gemeinde Ithaka zusammengeschlossen, die die ganze Insel sowie zahlreiche Nebeninseln umfasst. Verwaltungssitz der Gemeinde ist Ithaki.
| Stadtbezirk/ Ortsgemeinschaft | griechischer Name           | Code     | Fläche (km²) | Einwohner 2001 | Einwohner 2011 | Dörfer und Siedlungen, unbewohnte Inseln                                                                                    |
| ----------------------------- | --------------------------- | -------- | ------------ | -------------- | -------------- | --- |
| Ithaki                        | Δημοτική Κοινότητα Ιθάκης   | 34010001 | 41,376       | 1826           | 1936           | Ithaki, Aetos, unbewohnte Inseln: Arkoudi, Atokos, Vromonas, Drakonera, Karlonisi, Lazareto, Makri, Oxia, Pondikos, Provati |
| Anogi                         | Τοπική Κοινότητα Ανωγής     | 34010002 | 11,870       | 0050           | 0040           | Anogi, Moni Katharon |
| Exogi                         | Τοπική Κοινότητα Εξωγής     | 34010003 | 04,977       | 0042           | 0025           | Exogi |
| Kioni                         | Τοπική Κοινότητα Κιονίου    | 34010004 | 08,695       | 0171           | 0182           | Kioni |
| Lefki                         | Τοπική Κοινότητα Λεύκης     | 34010005 | 08,161       | 0056           | 0044           | Lefki, Agios Ioannis |
| Perachori                     | Τοπική Κοινότητα Περαχωρίου | 34010006 | 23,783       | 0354           | 0343           | Perachori, Lygia |
| Platrithias                   | Τοπική Κοινότητα Πλατρειθιά | 34010007 | 10,453       | 0260           | 0295           | Platrithias, Frikes |
| Stavros                       | Τοπική Κοινότητα Σταυρού    | 34010008 | 07,677       | 0325           | 0366           | Stavros |
| Gesamt                        | Gesamt                      | 320107   | 116,992      | 3084           | 3231           | |

## Fauna
Die Herpetofauna von Ithaka besteht aus folgenden Arten:
Amphibien
- Bufo bufo
- Bufotes viridis

Schildkröten
- Testudo hermanni

Geckos
- Hemidactylus turcicus
- Mediodactylus kotschyi
- Tarentola mauritanica

Eidechsen
- Algyroides moreoticus
- Algyroides nigropunctatus
- Lacerta trilineata
- Podarcis tauricus
- Pseudopus apodus

Schleichen
- Anguis cephallonica
- Ablepharus kitaibelii

Schlangen
- Dolichophis caspius
- Elaphe quatuorlineata
- Zamenis situla
- Telescopus fallax
- Malpolon insignitus
- Vipera ammodytes

## Söhne und Töchter der Insel
- Odysseas Androutsos (1788–1825), Held des griechischen Befreiungskampfes
- Platon Drakoulis (1858–1934), Philosoph, Schriftsteller, Politiker
- Panagis Lekatsas (1911–1970), Schriftsteller, Journalist
- Lorentzos Mavilis (1860–1912), Gelehrter, Dichter
- Ioannis Metaxas (1871–1941), Diktator

## Trivia
Der Hauptgürtelasteroid (1151) Ithaka ist nach der Insel benannt.